# Jorge de León
Jorge Luis de León (nacido el 15 de agosto de 1987 en Azua) es un lanzador dominicano de ligas menores que se encuentra en la organización de los Saraperos de Saltillo de la Liga Mexicana de Béisbol.
Firmado por los scouts Julio Linares y Sergio Beltré, De León comenzó su carrera profesional como campocorto en 2006, jugando para los DSL Astros, bateando .230 en 56 juegos. Una vez más con los DLS Astros en el 2007, De León bateó .190 en 52 partidos. Se trasladó a los Estados Unidos en 2008, jugando para Greeneville Astros y bateando .235 en 32 juegos. En 2009, jugó para los Tri-City ValleyCats y Lexington Legends, alcanzando un total combinado de .206 en 66 partidos. Se convirtió a lanzador para la temporada 2010, haciendo 23 apariciones con los ValleyCats y terminando con récord de 2-1 con una efectividad de 0.64.